# Campeonato Mundial de Ciclismo em Estrada de 2004
O LXXI Campeonato Mundial de Ciclismo em Estrada realizou-se em Verona (Itália) entre 27 de setembro e 3 de outubro de 2004, baixo a organização da União Ciclista Internacional (UCI) e a Federação Ciclista Italiana.
O campeonato constou de carreiras nas especialidades de contrarrelógio e de estrada, nas divisões elite masculino, elite feminino e masculino sub-23; ao todo outorgaram-se seis títulos de campeão mundial.

## Resultados

### Masculino
- Contrarrelógio

| Posto  | Ciclista           | País        | Tempo    |
| ------ | ------------------ | ----------- | -------- |
| Ouro   | Michael Rogers     | Austrália   | 57:30,12 |
| Prata  | Michael Rich       | Alemanha    | 58:55,16 |
| Bronze | Alexandr Vinokurov | Cazaquistão | 59:04,59 |

- Estrada

| Posto  | Ciclista     | País     | Tempo   |
| ------ | ------------ | -------- | ------- |
| Ouro   | Óscar Freire | Espanha  | 6:57:15 |
| Prata  | Erik Zabel   | Alemanha | 6:57:15 |
| Bronze | Luca Paolini | Itália   | 6:57:15 |

### Feminino
- Contrarrelógio

| Posto  | Ciclista         | País     | Tempo    |
| ------ | ---------------- | -------- | -------- |
| Ouro   | Karin Thürig     | Suíça    | 30:53,65 |
| Prata  | Judith Arndt     | Alemanha | 31:45,43 |
| Bronze | Zulfiya Zabirova | Rússia   | 31:50,00 |

- Estrada

| Posto  | Ciclista        | País     | Tempo   |
| ------ | --------------- | -------- | ------- |
| Ouro   | Judith Arndt    | Alemanha | 3:44:38 |
| Prata  | Tatiana Guderzo | Itália   | 3:44:48 |
| Bronze | Anita Valem     | Noruega  | 3:44:50 |

### Sub-23
- Contrarrelógio

| Posto  | Ciclista        | País          | Tempo    |
| ------ | --------------- | ------------- | -------- |
| Ouro   | Janez Brajkovič | Eslovênia     | 46:56,39 |
| Prata  | Thomas Dekker   | Países Baixos | 47:15,32 |
| Bronze | Vincenzo Nibali | Itália        | 47:15,71 |

- Estrada

| Posto  | Ciclista            | País          | Tempo   |
| ------ | ------------------- | ------------- | ------- |
| Ouro   | Kanstantsin Siutsou | Bielorrússia  | 4:33,33 |
| Prata  | Thomas Dekker       | Países Baixos | 4:34,34 |
| Bronze | Mads Christensen    | Dinamarca     | 4:34,35 |

## Medalheiro
| 1 | Alemanha      | 1 | 3 | 0 | 4  |
| 2 | Austrália     | 1 | 0 | 0 | 1  |
|   | Bielorrússia  | 1 | 0 | 0 | 1  |
|   | Eslovênia     | 1 | 0 | 0 | 1  |
|   | Espanha       | 1 | 0 | 0 | 1  |
|   | Suíça         | 1 | 0 | 0 | 1  |
| 7 | Países Baixos | 0 | 2 | 0 | 2  |
| 8 | Itália        | 0 | 1 | 2 | 3  |
| 9 | Dinamarca     | 0 | 0 | 1 | 1  |
|   | Cazaquistão   | 0 | 0 | 1 | 1  |
|   | Noruega       | 0 | 0 | 1 | 1  |
|   | Rússia        | 0 | 0 | 1 | 1  |
|   | TOTAL         | 6 | 6 | 6 | 18 |